# Диндер, Юлиуш Юзеф
Юлиуш Юзеф Диндер (пол. Julius Dinder; 9 марта 1830, Решель — 30 мая 1890, Познань, Провинция Позен) — немецкий римо-католический епископ, архиепископ митрополит Познаньский и Гнезненский, примас Польши в 1886 — 1890 годах.

## Биография
Обучался в иезуитской коллегии в Браунсберге (Королевство Пруссия) (ныне Бранево Польша). В 1856 был посвящён в духовный сан священника. С 1868 служил в одном из приходов Кёнигсберга. Позже — стал настоятелем и почëтным каноником варминским.
В феврале 1886 неожиданно стал первым со времëн средневековья немцем, назначенным архиепископом метрополитом Гнезненский и Познанским (с титулом примаса Польши).
Номинация была проведена благодаря вмешательству канцлера Германской империи Отто фон Бисмарка, который не желал видеть во главе архиепископства поляка. В планах Бисмарка, Диндер должен был стать его соратником в деле германизации Польши. Однако позиция Диндера была неоднозначной.
С одной стороны, он не противился устранению из религиозных обрядов польского языка, но с другой стороны — назначил двух викариев-поляков в Гнезно и Познань в 1887 году.
Кроме того, Диндер пытался помешать репрессиям периода Культуркампфа и вернуть имущество Гнезненской и Познанской Архиепархиям.